# Geovannis Ayala
Pour les articles homonymes, voir Ayala.
Raúl Geovannis Ayala Baldonado – surnommé El Zorro Ayala – est un footballeur cubain, né le 6 novembre 1979 à Manatí (Province de Las Tunas), qui évoluait au poste d'attaquant.

## Biographie

### Club
Buteur prolifique, avec 106 buts marqués au sein du FC Las Tunas, Ayala connaît une période particulièrement faste à la fin des années 2000 en marquant 21 buts en 2007-08 (meilleur buteur du championnat), 15 buts en 2008-09 et 18 buts en 2009-10. 
En 2013, il est prêté en cours de saison au FC Ciego de Ávila où il marque deux buts. Il dispute sa dernière saison de championnat en 2014 et profite de l'avant-match Las Tunas-Ciego de Ávila du 18 mars 2015 pour prendre sa retraite, acclamé par le public de sa ville de Manatí. 
Entraîneur-adjoint au sein du FC Las Tunas en 2016, il reprend du service lors du championnat 2018 sous les ordres d'Alain Delfín.

### Sélection
Avec sept matchs disputés avec l'équipe de Cuba (aucun but marqué), Ayala participe aux phases éliminatoire et finale de la Coupe caribéenne des nations 2007.

## Palmarès

### Distinctions individuelles
- Meilleur buteur du championnat de Cuba en 2007-08 (21 buts) avec le FC Las Tunas[3].
- Meilleur buteur de l'histoire du FC Las Tunas avec 106 buts en championnat.